# Beguinatges flamencs
Un beguinatge és un conjunt de petits edificis habitats per beguines, que van ser diverses germandats establertes de l'Església Catòlica Romana, fundada al segle xiii als Països Baixos, de les dones religioses que tracten de servir Déu sense retirar-se del món. Estan inscrits a la llista del Patrimoni de la Humanitat de la UNESCO des del 1998.

## Situació
| Identifiant UNESCO | Nom                           | Situació                          | Coordenades                                               | Superfície |
| ------------------ | ----------------------------- | --------------------------------- | --------------------------------------------------------- | ---------- |
| 855-001            | Beguinatge d'Hoogstraten      | Hoogstraten, Anvers               | 51° 24′ 12″ N, 4° 45′ 50″ E / 51.40331667°N,4.7638°E      | 1,7 ha     |
| 855-002            | Beguinatge de Lier            | Lier, Anvers                      | 51° 07′ 42″ N, 4° 34′ 06″ E / 51.12835278°N,4.568263889°E | 3,4 ha     |
| 855-003            | Beguinatge major de Mechelen  | Mechelen, Anvers                  | 51° 01′ 54″ N, 4° 28′ 26″ E / 51.03165°N,4.473927778°E    | 5,4 ha     |
| 855-004            | Beguinatge de Turnhout        | Turnhout, Anvers                  | 51° 19′ 36″ N, 4° 56′ 35″ E / 51.32661111°N,4.943111111°E | 1,5 ha     |
| 855-005            | Beguinatge de Sint-Truiden    | Sint-Truiden, Limburg             | 50° 49′ 16″ N, 5° 11′ 35″ E / 50.82116667°N,5.193027778°E | 22,8 ha    |
| 855-006            | Beguinatge de Tongeren        | Tongeren, Limburg                 | 50° 46′ 44″ N, 5° 28′ 09″ E / 50.77897222°N,5.469138889°E | 2,5 ha     |
| 855-007            | Beguinatge de Dendermonde     | Dendermonde, Flandes Oriental     | 51° 01′ 38″ N, 4° 05′ 49″ E / 51.02725°N,4.096972222°E    | 2,5 ha     |
| 855-008            | Beguinatge menor de Gant      | Gant, Flandes Oriental            | 51° 02′ 46″ N, 3° 44′ 10″ E / 51.04613889°N,3.736083333°E | 4,5 ha     |
| 855-009            | Beguinatge de Sint-Amandsberg | Sint-Amandsberg, Flandes Oriental | 51° 03′ 24″ N, 3° 44′ 50″ E / 51.05677778°N,3.747361111°E | 5,7 ha     |
| 855-010            | Beguinatge de Diest           | Diest, Brabant Flamenc            | 50° 59′ 16″ N, 5° 03′ 42″ E / 50.98780833°N,5.061575°E    | 4,5 ha     |
| 855-011            | Beguinatge major de Lovaina   | Lovaina, Brabant Flamenc          | 50° 52′ 19″ N, 4° 41′ 50″ E / 50.87192222°N,4.697361111°E | 4,2 ha     |
| 855-012            | Beguinatge de Bruges          | Bruges, Flandes Oriental          | 51° 12′ 04″ N, 3° 13′ 21″ E / 51.20122222°N,3.222555556°E | 0,55 ha    |
| 855-013            | Beguinatge de Kortrijk        | Kortrijk, Flandes Oriental        | 50° 49′ 42″ N, 3° 16′ 04″ E / 50.82833889°N,3.267772222°E | 0,7 ha     |